# Карнејшон (Вашингтон)
Карнејшон (енгл. Carnation) град је у америчкој савезној држави Вашингтон. По попису становништва из 2010. у њему је живело 1.786 становника.

## Демографија
Према попису становништва из 2010. у граду је живело 1.786 становника, што је 107 (5,7%) становника мање него 2000. године.
| Група             | 2000.         | 2010.         |
| Белци             | 1.699 (89,8%) | 1.442 (80,7%) |
| Афроамериканци    | 0 (0,0%)      | 16 (0,9%)     |
| Азијати           | 68 (3,6%)     | 56 (3,1%)     |
| Хиспаноамериканци | 74 (3,9%)     | 226 (12,7%)   |
| Укупно            | 1.893         | 1.786         |